# Hei- en Boeicop
Hei- en Boeicop is een klein dorp en voormalige gemeente in de gemeente Vijfheerenlanden, in de Nederlandse provincie Utrecht. Tot 1 januari 2019 behoorde dit dorp tot de provincie Zuid-Holland. Het dorp heeft circa 1.015 inwoners (2023; bron: gemeente Vijfheerenlanden).
Hei- en Boeicop is genoemd naar de twee polders waartussen het dorp ligt: Heicop aan de zuidzijde en Boeicop aan de noordzijde. Het dorp werd voorheen ook Heicop genoemd. Tot 1289 hoorde Hei- en Boeicop bij Vianen; daarna werd het zelfstandig. Op 1 januari 1812 werd Hei- en Boeicop bij de gemeente Schoonrewoerd gevoegd, maar al op 1 april 1817 werd het weer zelfstandig. Op 1 januari 1986 werd Hei- en Boeicop met Ameide, Leerbroek, Lexmond, Meerkerk, Nieuwland [bij Leerdam] en Tienhoven [ZH] samengevoegd tot de gemeente Zederik. Per 1 januari 2019 werd die gemeente weer onderdeel van de gemeente Vijfheerenlanden.
Hei- en Boeicop is een agrarisch dorp met enkele transportbedrijven. Het heeft een aantal monumentale boerderijen met lange oprijlanen en een volledig gerestaureerde wipwatermolen, de Hoekmolen, met een molenaarshuisje; voorts de hervormde kerk, gesticht circa 1300, met koor met vroegrenaissancistische elementen.

## Schuttersgilde
Hei- en Boeicop heeft samen met Lexmond een eigen schuttersgilde. Het St. Martinus en St. Antonius Gilde werd in 2005 weer heropgericht en was destijds het enige schuttersgilde in Zuid-Holland.

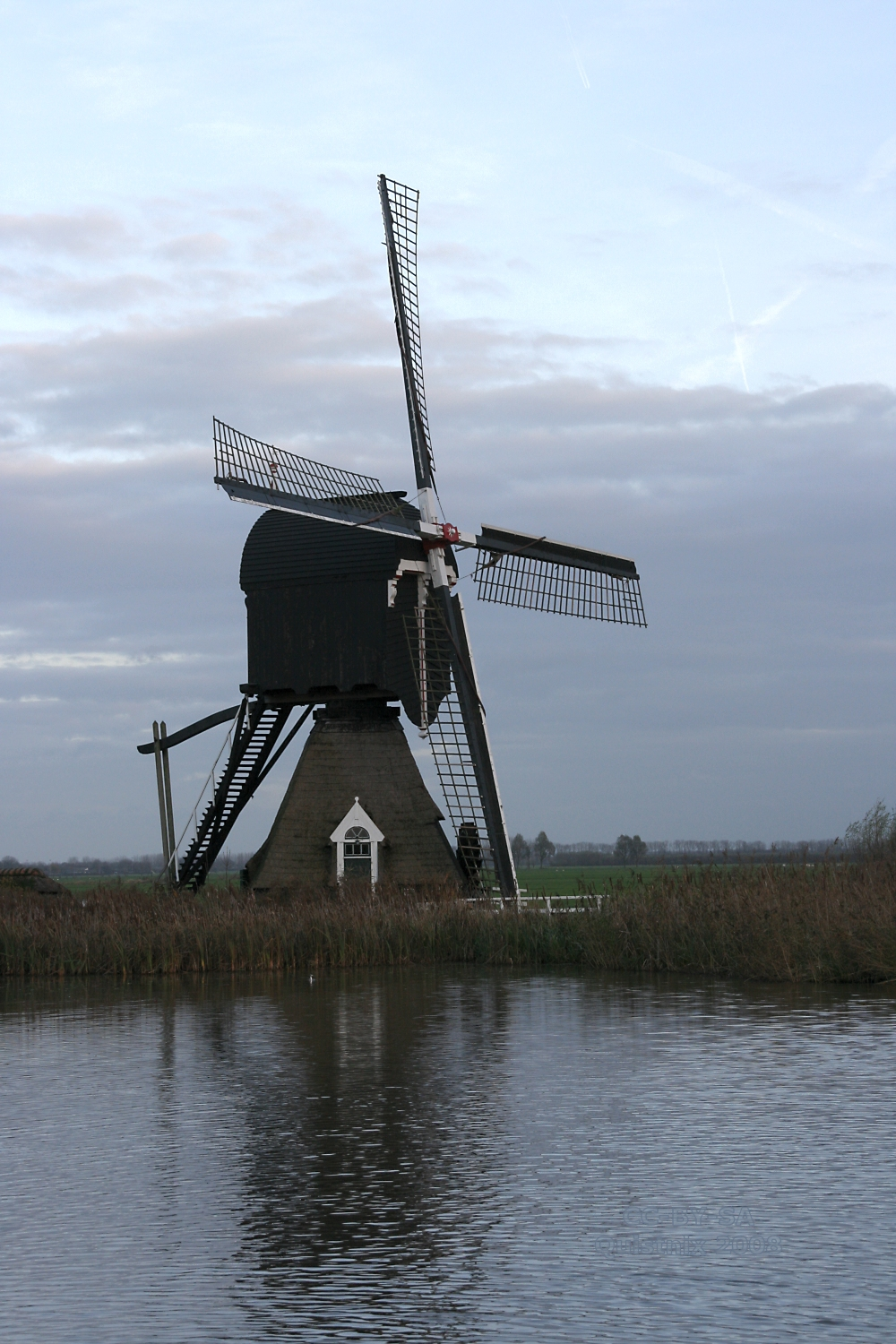
Hoekmolen